# HIT STYLE
『HIT STYLE』（ヒット・スタイル）は、GT musicから発売されたコンピレーション・アルバム。

## 概要
- CD2枚組、全29曲。

## 収録曲

### DISC 1
1. リライト (3:46)/ASIAN KUNG-FU GENERATION
作詞・作曲：後藤正文
2. LOVE DISCHORD (4:01)/BEAT CRUSADERS
作詞：ヒダカトオル、作曲・編曲：BEAT CRUSADERS
3. いとしい人 (Single Ver.) (5:54)/CHEMISTRY
作詞：堂珍嘉邦、作曲・編曲：SPANOVA
4. Kiss (5:27)/Crystal Kay
作詞：Satomi、作曲：松本良喜、編曲：冨田恵一
5. GO!!! (3:58)/FLOW
作詞：KOHSHI、作曲：TAKE、編曲：FLOW&Seiji Kameda
6. ミモザ (4:53)/ゴスペラーズ
作詞：安岡優、作曲：黒沢薫・佐々木真理、編曲：清水信之
7. PRIDE (4:18)/HIGH and MIGHTY COLOR
作詞・作曲・編曲：HIGH and MIGHTY COLOR
8. サンキュー!! (4:12)/HOME MADE 家族
作詞：KURO・MICRO・U-ICHI、作曲：KURO・MICRO・U-ICHI・TAKAHIRO WATANABE、編曲：HOME MADE 家族
9. 約束の日 (5:07)/I WiSH
作詞：ai・山口光、作曲：nao、編曲：家原正樹・nao
10. over... (5:25)/K
作詞：shungo.、作曲：tetsuhiko、編曲：tasuku、ストリングス・アレンジ：Tatsuya Maruyama
11. ディア ロンリーガール (3:29)/加藤ミリヤ
作詞：松本隆、作曲：筒美京平、編曲：Shingo.S
12. KISS or KISS (3:56)/北出菜奈
作詞：北出菜奈、作曲・編曲：本間昭光
13. New World (4:06)/L'Arc〜en〜Ciel
作詞：yukihiro、作曲：yukihiro・hyde、編曲：L'Arc〜en〜Ciel・Hajime Okano
14. 逢いたい (4:54)/松田聖子
作詞：Seiko Matsuda、作曲・編曲：Shinji Harada

### DISC 2
1. 桜色舞うころ (4:54)/中島美嘉
作詞・作曲：川江美奈子、編曲：武部聡志
2. ココロオドル (4:11)/nobodyknows+
作詞：g-ton・CRYSTAL BOY・ヤス一番?・HIDDEN FISH・ノリ・ダ・ファンキーシビレサス、作曲・編曲：DJ MITSU
3. 花 (4:11)/ORANGE RANGE
作詞・作曲：ORANGE RANGE
4. 万華鏡キラキラ (4:31)/RYTHEM
作詞・作曲：RYTHEM、編曲：CHOKKAKU
5. 青春狂騒曲 (4:44)/サンボマスター
作詞・作曲：山口隆、編曲：サンボマスター
6. 1,000,000 MONSTERS ATTACK (4:42)/SOUL'd OUT
作詞：Diggy-MO'・Bro.Hi、作曲：Diggy-MO'・Shinnosuke、編曲：Shinnosuke
7. I Will (4:14)/Sowelu
作詞：藤林聖子、作曲：鈴木哲彦・十川知司
8. ignited -イグナイテッド- (3:17)/T.M.Revolution
作詞：井上秋緒、作曲・編曲：浅倉大介
9. 僕たちの行方 (4:32)/高橋瞳
作詞：Yuta Nakano・shungo.、作曲・編曲：Yuta Nakano
10. Reason (4:49)/玉置成実
作詞：shungo.、作曲：y@suo ohtani、編曲：ats-
11. L・O・V・E・L・Y 〜夢見るLOVELY BOY〜 (3:46)/Tommy february6
作詞：Tommy february6、作曲・編曲：MALIBU-CONVERTIBLE
12. 夏祭り (4:17)/TUBE
作詞：前田亘輝、作曲：春畑道哉、編曲：TUBE
13. feel my soul (3:49)/YUI
作詞・作曲：YUI、編曲：hideyuki DAICHI suzuki
14. JOY (4:21)/YUKI
作詞：YUKI・蔦谷好位置、作曲：蔦谷好位置、編曲：田中ユウスケ・湯浅篤
15. glory colors 〜風のトビラ〜 (4:20)/ZONE
作詞：渡辺なつみ・渡辺未来、作曲：渡辺未来、編曲：山原一浩